# Deatlivka, Sovietskîi
Deatlivka (în ucraineană Дятлівка) este un sat în comuna Illiceve din raionul Sovietskîi, Republica Autonomă Crimeea, Ucraina.

## Demografie
Componența lingvistică a localității Deatlivka
     Rusă (70,83%)
     Ucraineană (12,5%)
     Tătară crimeeană (12,5%)
     Belarusă (4,17%)
Conform recensământului din 2001, majoritatea populației localității Deatlivka era vorbitoare de rusă (70,83%), existând în minoritate și vorbitori de ucraineană (12,5%), tătară crimeeană (12,5%) și belarusă (4,17%).